# Мірославиці (Паб'яницький повіт)
Мірославиці (пол. Mirosławice) — село в Польщі, у гміні Лютомерськ Паб'яницького повіту Лодзинського воєводства.
Населення — 326 осіб (2011).
У 1975-1998 роках село належало до Серадзького воєводства.

## Демографія
Демографічна структура станом на 31 березня 2011 року:
|          | Загалом | Допрацездатний вік | Працездатний вік | Постпрацездатний вік |
| -------- | ------- | ------------------ | ---------------- | -------------------- |
| Чоловіки | 166     | 21                 | 128              | 17                   |
| Жінки    | 160     | 28                 | 103              | 29                   |
| Разом    | 326     | 49                 | 231              | 46                   |